# God Save Birmingham
God Save Birmingham (En español Dios salve a Birmingham) es un videojuego de acción-aventura de terror y supervivencia desarrollado y publicado por Ocean Drive Studio, Inc., de desarrollo independiente, se lanzará para las consolas PlayStation 4, PlayStation 5, Windows, se anunció su fecha de lanzamiento para el 31 de Octubrel del año 2025.

## Argumento
Una terrible plaga ha asolado la pacífica ciudad Birmingham en Inglaterra, y sus pobladores se convierten en monstruos sin alma cuyo único propósito es alimentarse de la carne de los seres vivos; la misión del protagonista es escapar de la ciudad con vida y recuperar su vida.

## Desarrollo
En 2025 La fecha de lanzamiento del juego se anunció para el cuarto trimestre del mismo año; posteriormente en mayo se anunció su fecha de lanzamiento para el 31 de octubre de 2025

## Recepción
Las primeras impresiones de los adelantos recibieron la aclamación universal de la crítica especializada y el público; logrando el tráiler de videojuegos de más de un millón de reproducciones en el primer día.